# Péter Somfai
Péter Somfai (n. 2 aprilie 1980) este un scrimer ungur specializat pe spadă, vicecampion mondial pe echipe în 2009 și 2010, și campion european pe echipe în aceiași ani.

## Palmares
Clasamentul la Cupa Mondială
| An  | 2003 | 2004 | 2005 | 2006 | 2007 | 2008 | 2009 | 2010 | 2011 | 2012 | 2013 | 2014 | 2015 |
| --- | ---- | ---- | ---- | ---- | ---- | ---- | ---- | ---- | ---- | ---- | ---- | ---- | ---- |
| Loc | 305  | 402  | 140  | 104  | 151  | 147  | 20   | 83   | 48   | 63   | 128  | 53   | 75   |

## Legături externe
- en  Prezentare Arhivat în 10 august 2014, la Wayback Machine. la Confederația Europeană de Scrimă